# 徕卡测量系统
徠卡測量系統（徠卡測量系統股份有限公司；）在全球28個國家擁有3500多名員工，數百家合作夥伴遍布全球120多個國家。每年為10幾萬用戶提供覆蓋整個測量工作流程的產品和解決方案，推動世界空間的數字化發展。
徠卡測量系統的產品可用於深度、距離的單點測量，能進行微米級的多點測量，以及獲取三維空間數據信息及各類影像數據信息，創建地圖、3D模型等用於各行各業所需。服務範圍涵蓋生產、研發、銷售及售後。

## 歷史
1921年，成立Heinrich Wild, Werkstätte für Feinmechanik und Optik。
1923年，改稱Verkaufsaktiengesellschaft Heinrich Wild和Verkaufs-Aktiengesellschaft Heinrich Wild's Geodätische Instrumente。
1937年，改稱Wild Heerbrugg。
1986年，收購Ernst Leitz Wetzlar。
1987年，改稱Wild Leitz Holding。
1990年，改稱徠卡；收購Cambridge Instruments、Reichert-Jung和American Optical。
1994年，收購Magnavox和Zünd Systemtechnik。
1996年，成立徠卡相機。
1997年，成立Wiltronic、Swissoptic和LH Systems；收購Helava和BAE SYSTEMS。
1998年，成立徠卡顯微系統和Polymeca；改稱徠卡測量系統；Lancet Investments收購徠卡測量系統、Investcorp收購徠卡測量系統。
2001年，收購Cyra Technologies、ERDAS、LH Systems和Laser Alignment；出售SwissOptics。
2002年，成立Vectronix。
2003年，收購Tritronics；出售Vectronix和Wiltronics。
2004年，出售Swissoptics和Escatec。
2005年，海克斯康收購徠卡測量系統、收購Terramatics Systems。
2006年，收購Scanlaser和Mikrofyn。
2007年，收購D&P Systems、Topolaser System、Allen Precision Equipment、GAMFI International、NovAtel、R&A Rost Vertriebs、R&A Rost Produktions、Geopro、Junglas、Acquis、ER Mapper和IONIC；出售徠卡病理系統努斯洛赫。
2008年，收購Comercial e Importadora Wild、Viewserve、Haselbach Surveying Instruments、Santiago & Cintra Ibérica和Surveyors Service Company。
2010年，收購Intergraph。

## 外部連結
- （英文）徠卡測量系統全球 （页面存档备份，存于）
- （简体中文）徠卡測量系統中國大陸 （页面存档备份，存于）